# Arturo Tosi

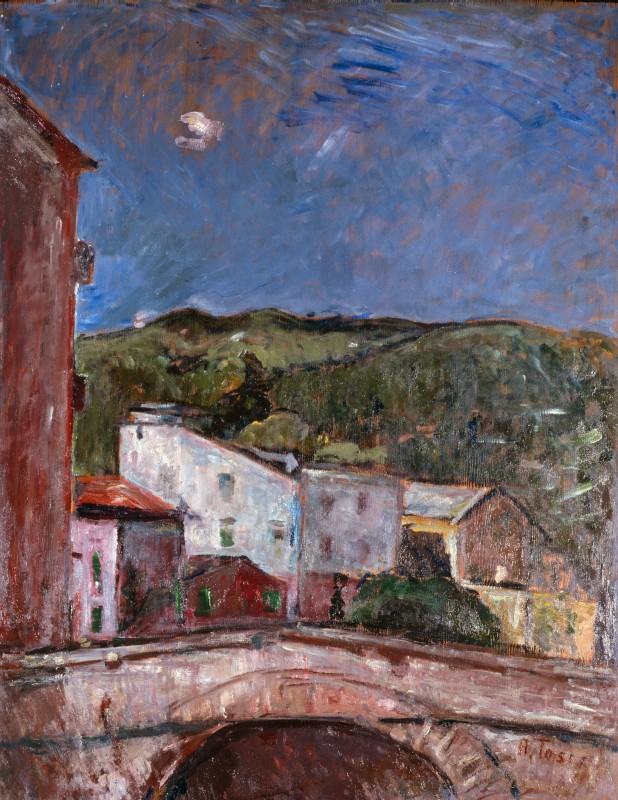
Paesaggio con ponte, een werk van de artistieke Arturo Tosi

Arturo Tosi (Busto Arsizio, 25 juli 1871 – Milaan, 3 januari 1956) was een Italiaanse kunstschilder.